# Марченко Олексій Станіславович
Олексій Станіславович Марченко — генерал-майор Збройних сил України, учасник російсько-української війни, що відзначився у ході російського вторгнення в Україну, командир повітряного командування «Захід». Командир військової частини А0780.

## Життєпис
Олексій Марченко народився у 1968 році в Німеччині в родині військових. Через службу батька разом з родиною мешкав у різних країнах: у Польщі, потім у Середній Азії. Перший самостійний політ на літаку здійснив у 15-річному віці 21 червня 1983 року. Після закінчення середньої школи навчався в Качинському вищому військовому авіаційному училищі льотчиків (Волгоград, РФ), яке закінчив в 1990 році. Військову кар'єру розпочав на Одещині. Спочатку був льотчиком, потім — старшим льотчиком. Склавши присягу на вірність Україні 1993 року в званні капітана продовжив службу як начальник парашутно-десантної пошуково-рятувальної служби в авіаційній частині під Одесою. У складі ЗСУ пройшов шлях від командира ланки до начальника повітряно-вогневої та тактичної підготовки (льотчик І класу). Отримав підвищення та обійняв посаду командира авіаескадрильї у Братиславському полку винищувальної авіації (м. Вознесенськ). З 2003 року обіймав посаду командира 204-ї бригади тактичної авіації в Бельбеку, що в Криму. Потім у січні 2013 року переїхав до Миколаєва, де обіймав посаду начальника спеціалізованого центру бойової підготовки. Пізніше 2013 року призначений начальником Центру бойової підготовки авіаційних фахівців ЗСУ. З 2015 по вересень 2016 року виконував обов’язки першого заступника командира Повітряного командування «Захід». 

## Нагороди
- орден Богдана Хмельницького III ступеня (2022) — за особисту мужність і самовіддані дії, виявлені у захисті державного суверенітету та територіальної цілісності України, вірність військовій присязі.